# Suzanne Bing
Suzanne Bing (Parigi, 10 marzo 1885 – Neuilly-sur-Seine, 22 novembre 1967) è stata un'attrice, traduttrice e pedagogista francese.

## Biografia
Suzanne Bing nacque il 10 marzo 1885 a Parigi.
I suoi genitori divorziarono quando lei aveva sette anni e la fecero istruire nel campo artistico e musicale, nei quali imparò quotidianamente disegno e pianoforte al Conservatoire national supérieur de musique et de danse de Paris, oltre che un'educazione religiosa cattolica.
Il padre, sotto lo pseudonimo di "Bengali", collaborò con la stampa, specialmente con Le Charivari. 
Appassionato di musica e opera, accompagnò la figlia Suzanne a concerti e spettacoli di teatro, di danza, al circo, al cabaret, al caffè-concerto e al music hall. Sua madre, Sophie Kauffmann, ebbe successo nel commercio dell'abbigliamento.
Suzanne Bing amò il ballo, il canto e il teatro, ascoltò Yvette Guilbert e vide la danza di Loïe Fuller. Ma il ricordo fondamentale per la sua vocazione fu quello di aver visto nel 1899 alla Comédie-Française, Paul Mounet interpretare Iago al fianco di Mounet-Sully in Otello.
In breve tempo Suzanne Bing diventò la principale collaboratrice e partner di Jacques Copeau (1879-1949), una figura importante nel patrimonio culturale e drammaturgico della Francia, e la carriera dei due artisti fu caratterizzata dalla loro stretta collaborazione.
Lavorarono insieme sin dalla fondazione nel 1913 della compagnia del Vieux Colombier, poi dal 1924 di quella dei Copiaus e dal 1931 della Compagnie des Quinze diretta da Michel saint-Denis, dove la Bing reciterà in parti di caratterista.
Si sposò con Edgard Varèse, il 5 novembre 1907 e restarono assieme fino al 29 maggio 1913, quando divorziò; la coppia ebbe una figlia,Claude, nata nell'ottobre del 1910.
Conosciuta come attrice, ballerina e insegnante innovativa, Suzanne Bing è stata identificata con il regista teatrale, drammaturgo e attore francese Jacques Copeau con il quale ha collaborato a numerosi progetti in Francia e negli Stati Uniti d'America; anche se non si sono mai sposati, hanno lavorato insieme per quasi quarant'anni e erano anche i genitori di un figlio, Bernard Bing.
La pedagogia è stata al centro del sogno di rinnovamento del teatro di Copeau. La scuola del Vieux-Colombier nei primi anni venti è stata un laboratorio creativo dove si stabilivano le nuove regole riguardanti la recitazione. Suzanne Bing è la figura fondamentale di questi studi, incarnando la ragion pratica delle teorie di Copeau.
Importanti si dimostrarono gli appunti di Suzanne Bing per due trattati sull'educazione corporale dell'attore e sui quattro fattori dell'espressione.
Le conseguenze di questa ricerca innovativa si notarono nell'influenza su alcuni allievi che, al di là della visione totalizzante della Comédie Nouvelle, ne hanno trasmesso i risultati alle generazioni successive per contatto diretto attraverso il "linguaggio delle esperienze".
Tra le numerose ricerche riguardanti le regole e le caratteristiche del "teatro d'arte", vi fu quella emancipatoria, che affrontò la tematica se la messa in scena del "teatro dell'arte" della prima metà del XX secolo dovesse essere un privilegio maschile. Copeau e Bing si domandavano se "le regole dell'arte" contemporanea escludessero le donne dall'autorità artistica, dalla scrittura, creazione, messa in scena e direzione.
Durante la sua carriera la Bing insegnò alla Sorbona, alla Scuola Lafayette, alla scuola fondata da Copeau, arte drammatica e teoria teatrale,e svolse ricerche sul mimo e sulle maschere.
Suzanne Bing morì il 20 novembre 1967 a Neuilly-sur-Seine.